# タクセル
タクセル株式会社 （英: TAKCEL Co., Ltd.）は、自動車、医療、遊戯機器関連の樹脂製品・プラスチック成形加工の企業。独自開発の高速ヒートサイクル成形（RHCM）技術を持つ。2020年4月に小野産業から商号変更。

## 沿革
- 1924年 - 東京府葛飾郡寺島村にて､仲セルロイド加工所を創業。
- 1943年 - 軍需省監督工場となり､第一工業株式会社設立。
- 1944年 - 栃木県栃木市箱森町に栃木工場を建設。
- 1945年 - 商号を第一工業株式会社から小野産業株式会社に変更。
- 1946年 - 東京都墨田区寺島町に本社建設・移転。
- 1962年 - 埼玉県草加市に草加工場を建設。
- 1971年 - 東京都墨田区京島に本社ビル建設・移転。
- 1975年 - 栃木県西方村（現・栃木市）に西方工場を建設。
- 1992年 - 特許商品インジェクションフィルターを開発。
- 1994年 - 栃木県西方町にFP工場（クリーンルーム工場）を建設。
- 1997年 - 東京都中央区に本社を移転。
- 1999年 - 日本証券業協会に株式を店頭登録 （後のJASDAQ）。
- 2000年 - 高速ヒートサイクル成形でノートパソコンを量産。
- 2001年 - 高速ヒートサイクル成形でGE社とクロスライセンス契約締結。
- 2002年 - RHCMのライセンス供与開始。
- 2004年 - FP工場をCR工場に改称。
- 2005年 - 埼玉県草加市に本社・テクニカルセンターを建設、移転。
- 2009年 - RHCM技術、日本発明大賞本賞受賞。
- 2010年 - シンガポールのFischer Tech Ltd.と資本業務提携、関連会社化。
- 2010年 - プラスチックに無反射機能を付与する成形技術の量産化に成功（世界初）。
- 2010年 - 松井製作所と業務提携。
- 2010年 - 米ベンチャーのトレクセルと樹脂加工品の軽量化技術で提携。
- 2011年 - 高転写射出成形技術にて文部科学大臣表彰（科学技術分野）を受賞。
- 2013年 - Fischer Tech Ltd.の株式を売却し、関連会社から除外。
- 2015年10月 - 株式公開買付けにより高島株式会社の子会社となる。
- 2015年11月 - 上場廃止、高島株式会社の完全子会社となる。
- 2020年4月 - 商号変更し、タクセル株式会社となる。高島グループのグループブランド「TAK」と、祖業であるセルロイド（Celluloid）加工の「CEL」を組み合わせた社名。